# Douglas Hyde

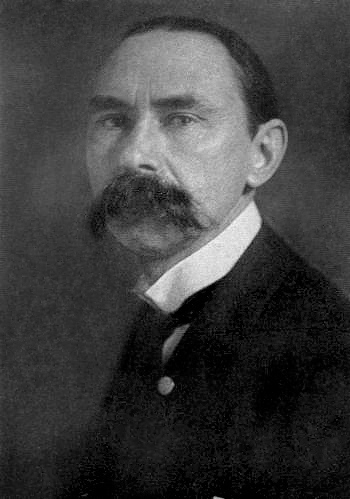
Douglas Hyde

Douglas Hyde (Castlerea, 17 januari 1860 - Dublin, 12 juli 1949) - Iers: Dubhghlas de hÍde - was een Ierse dichter en letterkundige en van 1938 tot 1945 de eerste president van Ierland. Hij richtte onder meer Conradh na Gaeilge op, een van de meest invloedrijke Ierse culturele organisaties.

## Biografie
Hyde was de zoon van een predikant en bracht zijn eerste jaren door in County Sligo. Hij had drie broers: Arthur, John en Hugh. Nadat de familie was verhuisd naar Frenchpark raakte Douglas daar bijzonder gefascineerd door het Iers, een taal die vooral door ouderen werd gesproken maar in die tijd weinig aanzien genoot.
Hoewel men erop aandrong dat Douglas net als vele anderen in zijn familie een religieuze opleiding zou gaan volgen, koos hij zelf voor een academische opleiding aan het Trinity College in Dublin en leerde daar vloeiend Frans, Duits, Latijn, Grieks en Hebreeuws. Zijn passie voor de met uitsterven bedreigde Ierse taal bracht hem er daarnaast toe de Conradh na Gaeilge op te richten.
In 1925 werd Hyde benoemd tot Senator van Seanad Éireann, maar in november van datzelfde jaar werd hij als gevolg van allerlei geruchten over onder meer zijn protestantse achtergrond alweer uit deze functie ontheven. Hyde begon vervolgens een carrière als hoogleraar aan de Nationale Universiteit van Ierland, waar een van zijn studenten de latere president Cearbhall Ó Dálaigh was. Nadat Hyde in 1938 met pensioen was gegaan werd hem door Éamon de Valera opnieuw een functie als senator binnen Seanad Éireann. Al heel snel daarna - in juni 1938 - werd Hyde de eerste Ierse president. Dit was mede een gevolg van het feit dat zowel de Valera als oppositieleider William Thomas Cosgrave een grote bewondering voor hem koesterden. Vanwege zijn warme persoonlijkheid werd hij als president erg populair. In april 1940 werd hij echter getroffen door een zware beroerte die hij tegen de verwachtingen in overleefde, hoewel hij verlamd bleef en in een rolstoel moest blijven zitten.
Na zijn overlijden in 1949 kreeg Hyde als voormalig president een staatsbegrafenis. Deze werd gehouden in de St. Patrick’s Cathedral van Dublin. Omdat dit een protestantse kerk was, bleven alle leden van het katholieke kabinet behalve Noël Browne buiten tijdens de dienst.

## Werken
Hyde schreef onder het pseudoniem An Chraoibhín Aoibhinn een aantal tweetalige (Engels en Iers) artikelen in The nation en The weekly freeman, onder andere:
- Beside the fire - le h-ais na teineadh †
- The songs of Connacht (Abhráin Chúige Connacht), bestaande uit zeven hoofdstukken:
  - Carolan and his contemporaries
  - Songs in praise of women
  - Drinking songs
  - Love songs - Abhráin grádh †
  - Songs ascribed to raftery  - Abhráin atá leagtha ar an reachtúire †
  - Religious songs - Abhráin diadha (chapter 1) †
  - Religious songs (chapter 2) †

† ook als boek verschenen
De boeken zijn tweetalig, op de linkerpagina's Iers en op de rechterpagina's Engels. De meeste liederen zijn letterlijk vertaald. Sommige liederen zijn met behoud van metrum vertaald, waarbij de letterlijke vertaling in de voetnoot staat. 